# Réserve naturelle de Bjørkøya
La réserve naturelle de Bjørkøya   est une réserve naturelle norvégienne qui est située dans le municipalité de Holmestrand, dans le comté de Vestfold.

## Description
La réserve naturelle de 0,053 km2 a été créée en 1988  sur l'île de Bjerkøya.
La réserve naturelle a une grande valeur de recherche. Les brachiopodes sont un groupe d'animaux semblables aux bivalves. Dans la réserve naturelle, se trouve aussi des coupes rocheuses transversales de la période silurienne.
Les parties sud de Bjerkøya étaient l'un des derniers repaires de la loutre d'Europe dans le nord du comté, et le dernier habitat connu à Vestfold pour l'orchidée céphalanthère rouge.
Le but de la conservation est de préserver une localité importante pour comprendre les roches fossilifères du rift d'Oslo avec la forêt de pins calcaires associée digne de conservation.

## Galerie

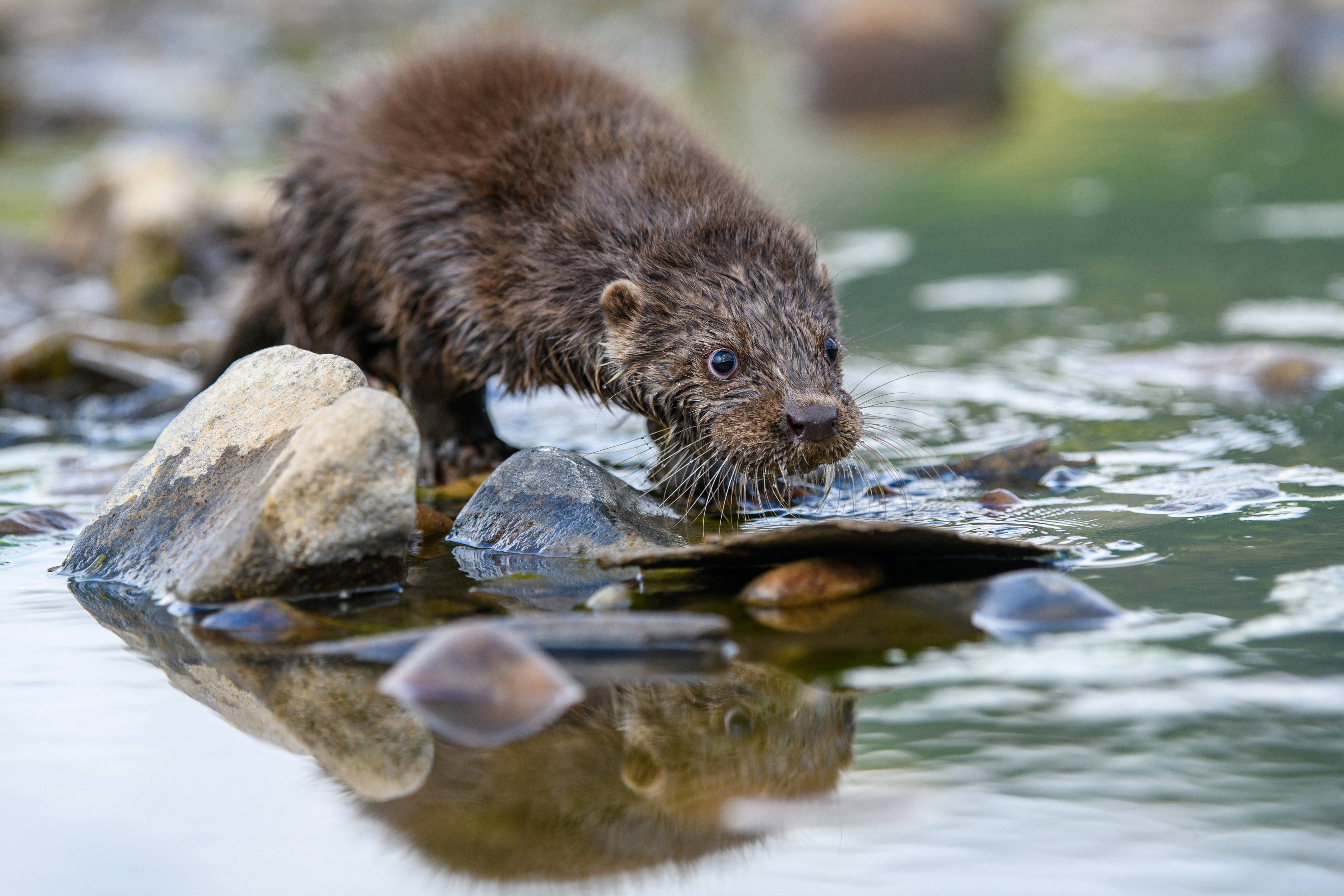
Loutre
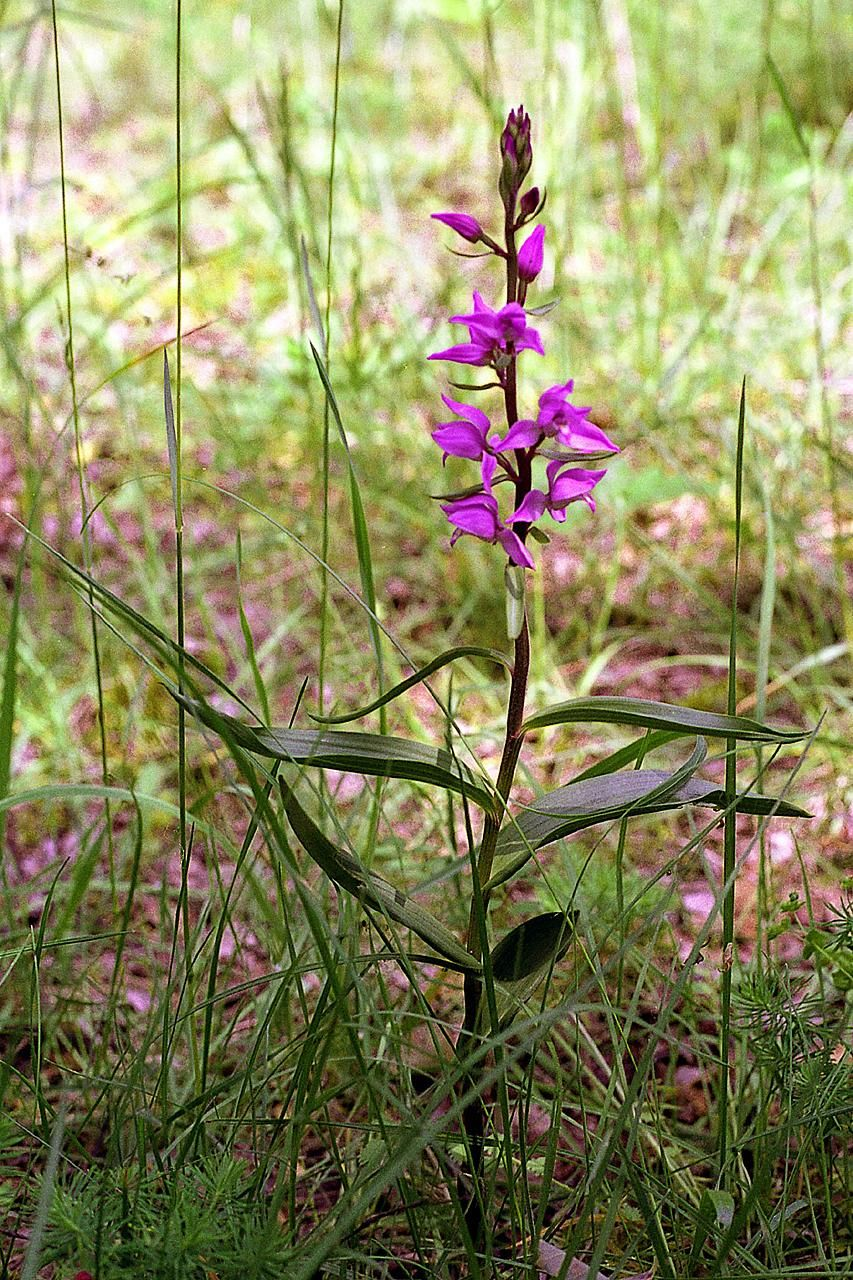
Orchidée